# لانجا خاوي
لانجا خاوي (مواليد 1993) هي محامية وكاتبة وناشطة نسوية كردية من كردستان العراق. هي مؤسِّسة جمعية صوفيا وحملة التواصل الاجتماعي #KurdistanWomenPower، كما أنها مؤسِّسة مجتمع بانا لمنع وتقليل معاناة التشرد دون أي تمييز على أساس الجنس.

## السيرة الذاتية
وُلِدت لانجا خاوي في يناير 1993 في السليمانية، كردستان العراق ضمن الحدود السياسية للعراق.  تعمل لانجا كمحامية وناشطة في مجال حقوق الإنسان، عملتمع النساء الكرديات الناجيات من الإتجار بالجنس والعنف المنزلي.  أسست جمعية صوفيا في عام 2016 لتقديم خدمة توصيل الكتب بالدراجات الهوائية للنساء والفتيات غير القادرات على شرائها.   وبحسب لانجا، يشجع المشروع محو الأمية والوصول إلى المعرفة، حتى تتمكن النساء من فهم حقوقهن بشكل أكثر اكتمالاً.   إن توفير الكتب ليس مجرد عمل نسوي للمنظمة بل أنّ استخدام الدراجات كوسيلة نقل يشكل بيانًا نسويًا، حيث لا يزال ركوب النساء للدراجات يُنظر إليه على أنه أمر مخزٍ ومعيب.  ومنذ بداية حملاتها في السليمانية، انتشر المشروع إلى مدن أخرى، بما في ذلك أربيل وكركوك وحلبجة . 
في عام 2017، أسست لانجا حملة على وسائل التواصل الاجتماعي بعنوان #KurdishWomenPower والتي تعني قوة النساء الكرديات، شجعت الحملة النساء على مشاركة صورهن على وسائل التواصل الاجتماعي، متحدية بذلك فكرة أن الصور الفوتوغرافية للنساء على الإنترنت مخزية بطبيعتها.   في عام 2019، نظمت لانجا وجمعية صوفيا مؤتمراً حول العنف الجنسي في السليمانية، حضره نائب رئيس الوزراء قباد طالباني .  وهي مساهمة في مختارات قصص المرأة الكردية التي حررتها هوزان محمود . 